# Mylabris escherichi
Mylabris escherichi es una especie de coleóptero de la familia Meloidae.

## Distribución geográfica
Habita en Kenia.